# Dove-2
Dove-2 — второй спутник, запущенный в интересах компании Planet Labs (бывшая Cosmogia Inc).

## Конструкция
Спутник изготовлен в формате CubeSat, имеет размеры 100 мм × 100 мм × 340 мм (3U). Система питания состоит из 4 солнечных батарей размерами 100×300 мм и Li-Ion аккумулятора. Масса аппарата — 5,8 кг. Система связи состоит из антенн S- и X-диапазона, а также модема Iridium предназначенного для передачи телеметрии и служебной информации.

## Миссия
Основная миссия Dove-2 это тестирование и демонстрация технологических возможностей спутника изготовленного в формате 3U CubeSat. Также аппарат осуществляет съемку поверхности Земли.

## Запуск
Запуск состоялся 19 апреля 2013 в 10:00 UTC (14:00 по московскому времени) ракетой-носителем Союз-2.1а с космодрома Байконур. Dove-2 был закреплён на поверхности спутника Бион-М №1 совместно с другими малыми космическими аппаратами: АИСТ № 2, BeeSat-2, BeeSat-3, SOMP, OSSI-1 и успешно отделился 21 апреля.